# جون أومارا
جون أومارا (بالإنجليزية: John O'Mara)‏ هو لاعب كرة قدم بريطاني في مركز الهجوم، ولد في 19 مارس 1947 في فارنورث في المملكة المتحدة. لعب مع برادفورد سيتي وبلاكبيرن روفرز ونادي برينتفورد ونادي تشيلمسفورد ونادي دوفر ونادي غيلينغهام ونادي مارغيت ونادي ويمبلدون.